# When I Said Goodbye / Summer of Love
「When I Said Goodbye」(ウェン・アイ・セド・グッバイ)と「Summer of Love」(サマー・オブ・ラブ)は、イギリスのポップミュージックグループ・ステップスの2曲で、ダブルA面シングルとしてリリースされた。「When I Said Goodbye」は彼らのセカンドスタジオアルバム、Steptacular（1999年）から取られたもので、「Summer of Love」は以前は入手できなかったトラックで、後に3枚目のアルバム、Buzz（2000年）に収録された。2000年7月3日のリリース後、このシングルはイギリスで5位、アイルランドで18位を記録した。

## クリティカルな受信
Can't Stop the Popは、「Summer of Love」を、当時チャートを支配していたラテンポップの熱狂に対する「明らかなうなずき」と表現した。彼らは、「このトラックのすべてが最大限に盛り上がっている」と付け加え、「あっという間に過ぎていくので、4分近くの長さだとは信じられないようなペースで動く」と付け加えた。

## チャートパフォーマンス
「When I Said Goodbye」/「Summer of Love」はUKシングルチャートで5位を記録し、11週間はトップ75にランクインし、そのうち2週間はトップ10にランクインした。これは、少なくともシルバー認定を達成していない彼らの最も早いシングルリリース（そしてバンドの最初の実行でわずか4つのうちの1つ）である。このシングルはアイルランドでも18位に達した。

## ミュージックビデオ
「When I Said Goodbye」のビデオは、イタリアのローマで撮影された白黒ビデオでメンバーが厳粛に歌っているショットが特徴である。カラー版は2022年にリリースされた。対照的に、「Summer of Love」のビデオは、鮮やかな色の服とエネルギッシュなダンスが特徴である。ステップスとそのダンサーを「良い」ステップス（カラフルで無邪気な服装）と「悪い」ステップス（革の服を着て、黒い化粧をしている）として描いている。結局、良いステップスは彼らのダンスで悪いステップを追いかける。

## トラックリスト
イギリス版CDシングル
1. "When I Said Goodbye" – 3:32
2. "Summer of Love" – 3:52
3. "Summer of Love" (W.I.P. remix) – 6:38

イギリス版カセットシングル
1. "When I Said Goodbye" – 3:32
2. "Summer of Love" – 3:52

## クレジットと人員
| クレジットは「Steptacular」のライナーノートから適応。 録音 - PWLスタジオ（ロンドンと[マンチェスター]、イギリス）で録音 - ワークハウス・スタジオとSarm East（イギリス、ロンドン）で追加録音 - PWLスタジオ（ロンドンとマンチェスター、イギリス）で混合 - Transfermationでマスター（ロンドン、イギリス） 人事 - ソングライティング – マーク・トファム、カール・トゥイッグ - 制作 – マーク・トファム、カール・トゥイッグ、ピート・ウォーターマン - ミキシング – クリス・マクドネル - エンジニアリング – クリス・マクドネル - ドラム –クリス・マクドネル - キーボード –カール・トゥイッグ - ギター – マーク・トファム - ベース – マーク・トファム | クレジットは「Buzz」のライナーノートから適応。 録音 - PWLスタジオ（マンチェスター、イングランド）で録音 - PWLスタジオ（マンチェスター、イングランド）でミックス - Transfermationでマスター（ロンドン、イギリス） ボーカル - バックボーカル – リタ・キャンベル、アンディ・ケイン 人事 - ソングライティング – マーク・トファム、カール・トゥイッグ - 制作 – マーク・トファム、カール・トゥイッグ、ピート・ウォーターマン - ミキシング – スティーブ・プライス - エンジニアリング – ティム「スパグ」スペライト - エンジニアリング支援 – Roe & Dan - キーボード –カール・トゥイッグ - ギター –グレッグ・ボーン - ベース – マーク・トファム |

## チャート
| チャート(2000年)                         | 最高順位 |
| ---------------------------------------- | -------- |
| ヨーロッパ (Eurochart Hot 100)           | 24       |
| アイルランド (IRMA)                      | 18       |
| スコットランド (Official Charts Company) | 6        |
| UK シングルス (OCC)                      | 5        |
| UK インディ (OCC)                        | 2        |

| チャート (2000年)   | 順位 |
| ------------------- | ---- |
| UK シングルス (OCC) | 90   |